# Élodie Gossuin
Élodie Gossuin (født 15. december 1980) er en fransk model, radio- og tv-vært, debattør og regionalpolitiker. Hun har vundet skønhedskonkurrencerne Miss Picardy 2000, Miss France 2001 og Miss Europe 2001. Siden 2016 har hun været den franske talsperson ved Eurovision Song Contest.